# Cassida nilgiriensis
Cassida nilgiriensis is een keversoort uit de familie bladkevers (Chrysomelidae). De wetenschappelijke naam van de soort werd in 1991 gepubliceerd door Borowiec & Takizawa.